# Messenger of Mathematics
Messenger of Mathematics は現在は廃刊したイギリスの数学雑誌。創刊時の編集長は、ウィリアム・アレン・ウィットワースとチャールズ・テイラーで、1872年から1929年までの間、1から58巻までを出版した。ウィットワースの後任はジェームズ・ウィットブレッド・リー・グレイシャーが務めた。19世紀には、外国からの寄稿が、雑誌のすべての数学論文のうち、4.7%を占めた。

## 歴史
この雑誌は、『Oxford, Cambridge and Dublin Messenger of Mathematics』の名で出発した。数学を専攻していた学生によって支援され、オックスフォード大学、ケンブリッジ大学、ダブリン大学（トリニティ・カレッジ）のメンバーからなる編集委員会によって運営された。1から5巻は1862年から1871年までに発行された。後に、雑誌『The Quarterly Journal of Pure and Applied Mathematics』と合併し、『Quarterly Journal of Mathematics 』に取り込まれた。